# وایدن‌تال
وایدنتال (به آلمانی: Weidenthal) یک شهر در آلمان است که در باد دورکهایم واقع شده‌است. وایدنتال ۱٬۹۴۶ نفر جمعیت دارد.